# The Boat That Rocked
The Boat That Rocked er en engelsk film fra 2009 instrueret og skrevet af Richard Curtis. Filmen fortæller den fiktive historie om en piratradio på et skib ud for den engelske kyst i 1960'ernes Storbritannien. Philip Seymour Hoffman, Rhys Ifans og Kenneth Branagh er blandt de medvirkende.

## Medvirkende
- Philip Seymour Hoffman
- Bill Nighy
- Rhys Ifans
- Nick Frost
- Katherine Parkinson
- Tom Sturridge
- Tom Brooke
- Chris O'Dowd
- Rhys Darby
- Will Adamsdale
- Tom Wisdom
- Ralph Brown
- Ike Hamilton
- Kenneth Branagh
- Jack Davenport
- Emma Thompson
- Talulah Riley
- January Jones
- Gemma Arterton
- Sinead Matthews
- Stephen Moore
- Olegar Fedoro

## Ekstern henvisning
- The Boat That Rocked på Internet Movie Database (engelsk)
- The Boat That Rocked på Filmdatabasen
- The Boat That Rocked på Filmdatabasen
- The Boat That Rocked på Scope
- The Boat That Rocked i Svensk Filmdatabas (svensk)
- The Boat That Rocked på AlloCiné (fransk)
- The Boat That Rocked på MovieMeter (nederlandsk)
- The Boat That Rocked på AllMovie (engelsk)
- The Boat That Rocked hos American Film Institute (engelsk)
- The Boat That Rocked hos British Film Institute (engelsk)